# 990-talet f.Kr.

## Händelser
- 993 f.Kr.
  - Amenemope efterträder Psusennes I som farao av Egypten.
  - Kungen av Aten, Archippos, dör efter 19 års regering och efterträds av sin son Thersippos.

## Avlidna
- 996 f.Kr. – Kang av Zhou, kinesisk kung.